# Мёрдок, Лахлан
Лахлан Кейт Мёрдок (англ. Lachlan Murdoch; род. 8 сентября 1971 года) — британско-американский бизнесмен и наследник средств массовой информации. Исполнительный председатель Nova Entertainment, председатель News Corp, исполнительный председатель и генеральный директор Fox Corporation и основатель австралийской инвестиционной компании Illyria Pty Ltd.

## Биография

### Ранние годы и образование
Лахлан Кейт Мёрдок родился 8 сентября 1971 года в больнице Уимблдон в Уимблдоне, Лондон, и является старшим сыном американского медиа-магната австралийского происхождения Руперта Мёрдока и его бывшей жены, шотландской журналистки и писательницы Анны Марии де Пейстер (урождённая Торв; ранее Мёрдок). Он вырос в Нью-Йорке, где его отец владел газетой New York Post. Лахлан Мёрдок получил начальное образование в дневной школе Aspen Country Day School в Аспене, штат Колорадо, и среднее образование в школе Тринити в Нью-Йорке и в Академии Филлипса в Андовере, штат Массачусетс. В 1994 году он окончил Принстонский университет со степенью бакалавра философии. Во время учёбы в Принстоне он изучал философию у Беатрис Лонгенесс и Алана Хайека.

### Карьера

#### Руководитель News Corp
В 1989 году Руперт Мёрдок привёз Лахлана Мёрдока, которому тогда было 18 лет, в Австралию во время деловой поездки, чтобы Лахлан тренировался в течение трёх месяцев в Daily Mirror. В возрасте 22 лет Лахлан Мёрдок был назначен генеральным менеджером компании Queensland Newspapers, издающей The Courier-Mail и несколько других австралийских газет. Год спустя он стал издателем первой национальной газеты Австралии, The Australian, которая также принадлежала медиахолдингу Мердока News Limited. В 1995 году он был назначен заместителем генерального директора News Limited, впоследствии исполнительным директором News Corporation в 1996 году, а затем заместителем главного операционного директора в 2000 году. Лахлан Мёрдок был назначен старшим исполнительным вице-президентом с 1999 по 2000 год и был председателем STAR с 1995 года.
В конце 1990-х годов по совету своего друга, австралийского бизнесмена Джеймса Пакера, сына владельца телевизионной сети Керри Пакера, Лахлан Мёрдок вложил более 200 млн долларов средств News Corporation в начинающую австралийскую телекоммуникационную компанию One.Tel, за что после её банкротства в 2001 году подвёргся широкой критике. В апреле 2014 года Лахлан Мёрдок и Пакер договорились о выплате 40 миллионов австралийских долларов в связи с банкротством One.Tel. Мировое соглашение было одобрено Верховным судом Нового Южного Уэльса 17 апреля 2014 года. В итоге, 14,93 миллиона австралийских долларов должны были быть выплачены группой семьи Пакер Consolidated Press Holdings, 11,77 миллиона австралийских долларов должна быть выплатить принадлежащая лично Джеймсу Пакеру игорная группа Crown Resorts и 13,3 миллиона австралийских долларов должна была выплатить News Corp.
Лахлан Мёрдок был инициатором вложения 10,75 миллиона долларов (из них 2,25 миллиона долларов наличными) в REA Group, и впоследствии выступал за сохранение инвестиций, несмотря на возражения тех, кто хотел их продать. Позже компания стала лидером австралийского рынка онлайн-рекламы недвижимости, а в 2014 году стоимость доли News Corp в ней оценивалась в более, чем 3,6 миллиарда долларов. Имея личный интерес к австралийской лиге регби, 30 марта 1995 года Лахлан Мёрдок присутствовал на первой встрече Суперлиги в офисе Атанасковича Хартнелла в Сиднее. Он и бывший руководитель «Брисбен Бронкос» Джон Рибо подписали ведущих игроков «Кентербери-Бэнкстаун Бульдогс» на документах, которые не имели юридической силы. Лахлан Мёрдок был обладателем билета номер один в «Бронкос». За 2001 год Лахлан Мёрдок заработал 2,59 миллиона австралийских долларов. В июне 2005 года Лахлан Мёрдок в Каннах получил награду «медиа-персона года» в категории прессы и наружной рекламы. Лахлан Мёрдок является одним из покровителей-основателей (наряду с Энтони Праттом, Питером Лоуи и Лизой Фокс) организации под названием «Advance», ранее известной как «Молодые австралийские профессионалы в Америке» (англ. Young Australian Professionals in America).
В июле 2005 года 33-летний Лахлан Мёрдок внезапно ушёл с поста руководителя News Corp. Необъяснимый уход, очевидно, разрушил надежды генерального директора News Corp Руперта Мёрдока на то, что его сын однажды займёт пост генерального директора глобальной медиа-империи в состав которой тогда входила киностудия Twentieth Century Fox, ныне дочерняя компания Disney Studios; и включает в себя телевизионную сеть Fox, несколько спутниковых вещательных компаний и газет в Великобритании, Австралии и США. Роджер Эйлс, председатель Fox News Channel, был назначен председателем группы телевизионных станций News Corp, сменив Лахлана Мёрдока. СМИ предположили, что его брат, Джеймс Мердок, тогдашний исполнительный директор британской спутниковой телекомпании BSkyB, может стать преемником Руперта Мёрдока. Во время своего пребывания на посту руководителя News Corp Лахлан Мёрдок был заместителем главного операционного директора News Corporation, ныне 21st Century Fox. Он курировал HarperCollins и направления деятельности компании в Австралии, включая REA. Он также входил в совет директоров Foxtel, был председателем телеканала Fox Television и был издателем New York Post. Он был назначен в совет директоров News Corp в 1996 году.

#### Частная инвестиционная деятельность
Покинув News Corp с двухлетним соглашением об отказе от конкуренции, Лахлан Мёрдок основал австралийскую частную инвестиционную компанию Illyria Pty Ltd. и собрал эклектичный набор инвестиций, включавший доли в клубе Индийской Премьер-лиги по крикету Rajasthan Royals и компании по онлайн-прокату DVD Quickflix, а также компанию по продаже игрушек Funtastic и цифровую медиа-компанию Destra. 21 января 2008 года Лахлан Мёрдок и Джеймс Пакер объявили, что их компании Illyria и Consolidated Press Holdings будут стремиться приватизировать публичную компанию Consolidated Media Holdings. Ожидалось, что предложенная сделка на сумму 3,3 миллиарда австралийских долларов предоставит Мёрдоку и Пакеру в частное владение доли в Foxtel, Fox Sports, Universal Media Firm, LLC и PBL Media (последняя включала телекомпанию Nine Network и издателя журналов ACP Magazines). В конце концов Джеймс Пакер решил продать свою долю в медиакомпаниях в результате серии сделок в период с 2006 по 2008 год, и сделка с Мёрдоком сорвалась.
В ноябре 2009 года Лахлан Мёрдок приобрёл 50 % Nova Entertainment через Illyria и стал председателем правления. В сентябре 2012 года Illyria приобрела остаток акций.
В 2010 году Джеймс Пакер приобрёл 18 % акций Network Ten, вскоре передав половину Мёрдоку. И Джеймс Пакер, и Лахлан Мёрдок вошли в совет директоров Ten. В феврале 2011 года Лахлан Мёрдок был назначен исполняющим обязанности генерального директора Ten Network Holdings после того, как правление компании расторгло контракт с генеральным директором Грантом Блэкли. В следующем месяце Джеймс Пакер неожиданно вышел из совета директоров. В феврале 2012 года совет Ten назначил Лахлана Мёрдока неисполнительным председателем Ten Network Holdings. Хотя Ten уже испытывала некоторые финансовые трудности до того, как Лахлан Мёрдок стал генеральным директором, к концу 2012 года на бумаге Illyria потеряла 110 миллионов австралийских долларов из первоначальных 150 миллионов, инвестированных с 2010 года. Цена акций упала примерно на 80 %, а прибыль сети упала на более чем половину. Пытаясь контролировать расходы, Ten сократил количество рабочих мест на 160 человек. Ten приобрела права на австралийскую версию реалити-шоу MasterChef по цене в три раза превышающей первоначальную стоимость у австралийской дочерней компании Shine Group, которая сама является дочерней компанией 21st Century Fox, принадлежащей News Corp. 14 июня 2017 года Ten перешла под внешнее управление после того, как Лахлан Мёрдок и его коллега-акционер Брюс Гордон отказались продлить кредитную линию компании. На Ten было получено две заявки; одна от Лахлана Мёрдока и Гордона и одна от корпорации CBS — крупнейшего кредитора Ten. Предложение CBS было одобрено как внешней администрацией, так и кредиторами. Принятие заявки CBS означало, что Лахлан Мёрдок потерял все свои инвестиции в данную сеть.

#### Возвращение в семейный бизнес
В марте 2014 года Лахлан Мёрдок был назначен неисполнительным сопредседателем News Corp и 21st Century Fox Inc., что было расценено как планирование преемственности в медиаимперии. Тогда же Лахлан Мёрдок ушёл с поста председателя совета директоров Ten Network Holdings. В июне 2015 года он был назначен исполнительным председателем 21st Century Fox.
После того, как компания 21st Century Fox была приобретена Disney в марте 2019 года, Лахлан Мёрдок был назначен председателем и генеральным директором Fox Corporation.
21 сентября 2023 года стало известно, что 92-летний Руперт Мёрдок решил уйти с поста председателя Fox Corporation и исполнительного председателя News Corp и передать правление по наследству своему сыну.

## Судебные процессы

### Иск Dominion
Лахлан Мёрдок и его отец Руперт были ответчиками по иску на сумму 1,6 миллиарда долларов, поданному производителем машин для голосования Dominion Voting Systems 26 марта 2021 года за сознательное и злонамеренное распространение ложной информации, обвиняющей Dominion в фальсификации выборов. Dominion заявила, что после поражения Дональда Трампа на президентских выборах 2020 года Fox News начала терять аудиторию, и на неё негативно повлияло то, что президент Трамп раскритиковал Fox News и поддержал конкурентов, которые распространяли его рассказы о мошенничестве. Dominion продолжила, что под руководством Лахлана Мёрдока Fox News связала Dominion с неподтверждённым фактом мошенничества и намеренно предоставила платформу для гостей, которые, как знали ведущие Fox News, делали ложные и дискредитирующие заявления, в то время как ведущие Fox News одобряли, повторяли и усиливали заранее очевидные клеветнические и ложные заявления.
Корпорация Fox News ходатайствовала о прекращении дела, но 16 декабря 2021 года суд отклонил ходатайство Fox News, заявив, что «Dominion адекватно обосновала факт злого умысла со стороны Fox News». Повторное ходатайство Fox News Corp 6 июня 2022 года также было отклонено, по мнению судьи Эрика М. Дэвиса Dominion представила достаточно доказательств реального злого умысла со стороны Руперта и Лахлана Мёрдоков из Fox Corporation, чтобы позволить продолжить дело.
Dominion сосредоточилась на обвинениях, сделанных в период с ноября 2020 года по январь 2021 года ведущими Марией Бартиромо, Такером Карлсоном, Лу Доббсом, Шоном Хэннити и Джанин Пирро. Среди гостей, которые часто появлялись с этими ведущими, были адвокаты Трампа Руди Джулиани и Сидни Пауэлл, против которых Dominion также предъявила персональные иски в федеральном суде. Во время досудебного расследования были обнародованы внутренние сообщения Fox News, указывающие на то, что известные ведущие и топ-менеджеры знали, что сеть транслирует ложную информацию, но продолжали делать это, чтобы удержать зрителей по финансовым причинам.
В итоговом решении от 31 марта 2023 года судья Верховного суда Делавэра Эрик М. Дэвис постановил, что ни одно из оспариваемых заявлений Fox News о Dominion не было правдой, и назначил судебное разбирательство, чтобы определить, действовала ли сеть со злым умыслом. Ожидалось, что несколько видных функционеров и топ-менеджеров Fox News дадут показания в суде.
18 апреля 2023 году, когда должны были начаться вступительные заявления, судья объявил, что стороны достигли мирового соглашения. Fox News согласилась выплатить Dominion 787,5 миллиона долларов и признала ранее вынесенное судом решение о том, что Fox распространяла ложные сведения о Dominion. Мировое соглашение не требовало от Fox News извинений.

### Дело Smartmatic
Фирма-производитель машин для голосования Smartmatic 4 февраля 2021 года подала иск против Лахлана Мёрдока и его отца Руперта Мёрдока на 2,7 миллиарда долларов США. Smartmatic утверждает, что «Fox News участвовал в заговоре с целью распространения дезинформации о Smartmatic. Они лгали, и лгали сознательно и намеренно». В марте 2022 года судья Дэвид Коэн разрешил исключить нескольких телевизионных ведущих из числа соответчиков, но отклонил ходатайство Fox о прекращении дела, позволив ему перейти на стадию рассмотрения. Повторное ходатайство Fox News судья Дэвид Коэн также отклонил и высказал мнение, что Smartmatic предоставила «существенное основание» для своего утверждения о том, что Fox News «продемонстрировала безрассудное пренебрежение истиной».

### Дело журнала Crikey
Лахлан Мёрдок направил серию юридических угроз в австралийский электронный журнал Crikey после того, как политический редактор Бернард Кин в статье от 29 июня 2022 года связал Мёрдоков с атакой на Капитолий США 6 января. Кин высказал мнение: «Если Трамп окажется на скамье подсудимых за различные преступления, совершённые на посту президента, как он и должен быть, не все его сообщники будут там с ним. Никсон был известен как „соучастник, которому не были предъявлены обвинения“ в Уотергейте. Мёрдоки и их множество ядовитых комментаторов Fox News являются невиновными соучастниками этого продолжающегося кризиса». Первоначально Crikey удалил статью, чтобы избежать судебного преследования, но позже переиздал её вместе с редактором Питером Фреем, обвинив Лахлана Мёрдока в «использовании закона, чтобы заставить замолчать общественные дебаты» и «в стремлении запугать».
21 апреля 2023 года адвокаты Лахлана Мёрдока подали уведомление о прекращении дела. В ответ исполнительный директор Private Media, владеющей Crikey, Уилл Хейворд заявил о своей победе, отметив, что это решение равносильно «существенной победе законной журналистики, представляющей общественные интересы… Мы поддерживаем то, что опубликовали в июне прошлого года, и всё, что мы изложили в нашу защиту в суде. Обвинения, сделанные Мёрдоком из этой статьи, были смехотворны».

## Личная жизнь
Лахлан Мёрдок женился на австралийской модели и актрисе британского происхождения Саре О’Хара в 1999 году. У пары двое сыновей, Калан Александр (родился 9 ноября 2004 года) и Эйдан Патрик (родился 6 мая 2006 года) и дочка Элизабет (родилась 12 апреля 2010 года), названная в честь его сестры и бабушки.
Мёрдоки владели домом «Бертонг» в Элизабет-Бэй, Сидней, пока он не был продан Расселу Кроу в 2003 году. В ноябре 2009 года Мёрдок приобрёл «Le Manoir», особняк площадью 4097 квадратных метров (44 100 квадратных футов) в Бельвью-Хилл, за 23 миллиона долларов; а два года спустя приобрёл прилегающий участок площадью 1049 квадратных метров (11 290 квадратных футов). В 2017 году Лахлан Мёрдок и его жена заплатили 29 миллионов долларов США за большой конный комплекс в Аспене, штат Колорадо, включающий дом с шестью спальнями площадью 1250 квадратных метров (13 500 квадратных футов). В 2019 году они приобрели поместье Чартвелл в Лос-Анджелесе примерно за 150 миллионов долларов США.

## Комментарии
1. ↑  US Dominion v. Giuliani, 1:21-CV-00213 (D.D.C.); US Dominion v. Powell, 1:21-CV-00040 (D.D.C.).